# Stugutjärnen (Ragunda socken, Jämtland)
Stugutjärnen är en sjö i Ragunda kommun i Jämtland och ingår i Indalsälvens huvudavrinningsområde.